# Sả đầu nâu
Sả đầu nâu (danh pháp khoa học: Halcyon smyrnensis) là một loài chim thuộc họ Sả (Halcyonidae), có tài liệu xếp vào họ Bồng chanh (Alcedinidae). Loài này phân bố rộng rãi ở Á-Âu từ Bulgaria, Thổ Nhĩ Kỳ, phía đông khắp Nam Á đến Philippines. Trong phần lớn phạm vi phân bố, đây là loài định cư, dù nhiều quần thể có di cư khoảng ngắn. Nó được tìm thấy ở chỗ xa vùng nước nơi nó ăn một loạt con mồi gồm bò sát nhỏ, lưỡng cư, cua, gặm nhấm nhỏ và thậm chí cả chim khác.

## Phân loại
Sả đầu nâu là một trong nhiều loài chim được nhà tự nhiên học Thụy Điển Carl Linnaeus mô tả năm 1758 trong ấn bản 10 của Systema Naturae. Ông đã đặt cho nó danh pháp Alcedo smyrnensis. Chi hiện tại Halcyon được nhà tự nhiên học người Anh William John Swainson đặt ra năm 1821. Halcyon là tên một thứ chim trong thần thoại Hy Lạp mà thường được gán ghép với sả hay bói cá. Tên loài smyrnensis bắt nguồn từ địa danh Izmir tại Thổ Nhĩ Kỳ.
Sáu phân loài hiện được công nhận:
- H. s. smyrnensis (Linnaeus, 1758) – nam Thổ Nhĩ Kỳ đến đông bắc Ai Cập, Iraq đến tây bắc Ấn Độ
- H. s. fusca (Boddaert, 1783) – tây Ấn Độ và Sri Lanka
- H. s. perpulchra Madarász, 1904 – Bhutan đến Đông Ấn Độ, Đông Dương, bán đảo Mã Lai và tây Java
- H. s. saturatior Hume, 1874 – quần đảo Andaman
- H. s. fokiensis Laubmann & Götz, 1926 – nam và đông Trung Quốc, Đài Loan và Hải Nam
- H. s. gularis (Kuhl, 1820) – Philippines

H. s. gularis có khi được xem như loài riêng. The races H. s. perpulchra and H. s. fokiensis are sometimes included in H. s. fusca.